# Piet Tommissen
Piet Tommissen (Lanklaar, 20 maart 1925 - Ukkel, 21 augustus 2011) was een Vlaams econoom en socioloog. Hij maakte een omvangrijke studie over het werk van de Duitse rechtsgeleerde en filosoof Carl Schmitt.
Na zijn middelbare studies aan het Turnhoutse Sint-Victorinstituut, bouwde Piet Tommissen eerst een carrière uit in het bedrijfsleven - hij werd lid van de Raad van Bestuur van Akzo - die hij later combineerde met universitaire studies. Hij studeerde af als Licentiaat in de Handels- en Consulaire Wetenschappen aan de Economische Hogeschool Sint-Aloysius (Brussel) in 1967, en promoveerde in 1971 aan de UFSIA (Antwerpen) tot Doctor in de Toegepaste Economische Wetenschappen. Hij doceerde als gewoon hoogleraar aan de Economische Hogeschool Sint-Aloysius en als buitengewoon hoogleraar aan de Economische Hogeschool Limburg.
Tommissen was sinds 1953 ook actief als redacteur bij het literaire tijdschrift "De Tafelronde".
- Bibliothèque nationale de France: cb119267986 (data)
- Digitale Bibliotheek voor de Nederlandse Letteren: tomm004
- Gemeinsame Normdatei: 120102188
- International Standard Name Identifier: 0000 0000 8132 3717
- Library of Congress Control Number: n86059824
- Nationale Bibliotheek van Israël: 987007371556405171
- Nederlandse Thesaurus van Auteursnamen: 068032587
- Système universitaire de documentation: 02716537X
- Virtual International Authority File: 54154875
- WorldCat: E39PBJwthr3yQjjbYVgWbTQjG3